# Майстер чиф-петті офіцер Берегової охорони США

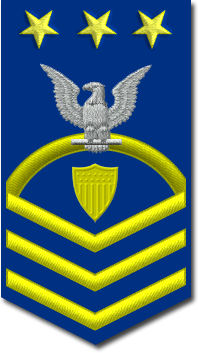
Шеврон майстер чиф-петті офіцера Берегової охорони США

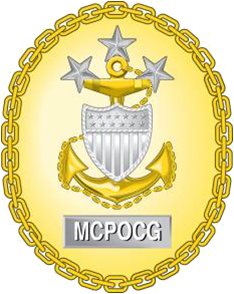
Знак майстер чиф-петті офіцера Берегової охорони США

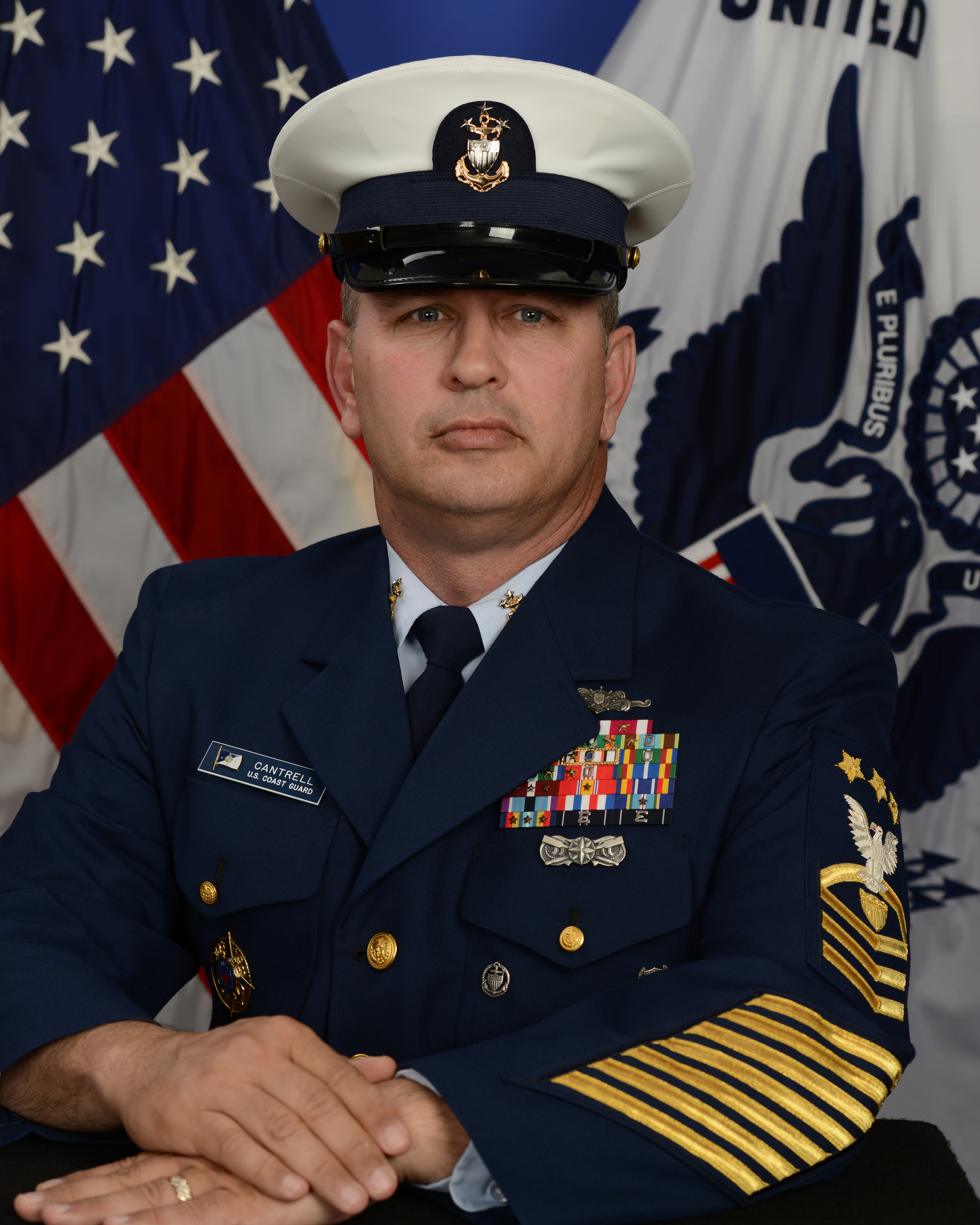
Діючий майстер чиф-петті офіцер Берегової охорони США Стівен Кантрелл

Ма́йстер чиф-пе́тті о́фіцер Берегової охорони США (англ. Master Chief Petty Officer of the Coast Guard) (MCPOCG) — найвище військове звання серед матросів та петті-офіцерів зі складу Берегової охорони США в Збройних силах країни. Призначається Комендантом Берегової охорони та служить як головний представник петті-офіцерів, старшин та матросів цього виду ЗС.
У Береговій охороні США це звання відноситься до дев'ятого ступеня військової ієрархії (E-9) поруч з військовими званнями:
- Майстер чиф-петті офіцер ВМС США,
- Сержант-майор Корпусу морської піхоти США,
- Сержант-майор армії США
- Головний майстер-сержант Повітряних сил США та
- Старший сержантський радник Голови Об'єднаного комітету начальників штабів США.

Звання майстер чиф-петті офіцер Берегової охорони США та еквівалентні з ним за протоколом дорівнюються військовому званню віце-адмірала.